# 프랜시스 카프라
프랜시스 캐프라(Francis Capra, 1983년 4월 22일 ~ )는 미국의 배우이다.

## 출연 작품

### 영화
- 브롱스 이야기 (1993)
- 프리 윌리 2 (1995)
- 카잠 (1996)
- 요술쟁이 아나벨 (1997, A Simple Wish)
- SLC 펑크! (1998, SLC Punk!)
- 44분 - 헐리우드 북쪽 (2003)
- 베니스 언더그라운드 (2005, Venice Underground)
- 아드레날린 24 (2006)
- Dishdogz (2006)
- 블랙 아이리쉬 (2007, Black Irish)
- 블러드 앤 본 (2009, Blood and Bone)
- 베로니카 마스 (2014)

### 텔레비전
- 베로니카 마스 (2004-07)
- 히어로즈 (2006-08)
- 스트레인 (2014)